# Ammophila obscura
Ammophila obscura är en biart som beskrevs av Gottlieb Wilhelm Bischoff 1912. Ammophila obscura ingår i släktet Ammophila och familjen grävsteklar. Inga underarter finns listade i Catalogue of Life.